# Rahal Letterman Lanigan Racing
Rahal Letterman Lanigan Racing is een Amerikaans raceteam dat deelnam aan de Champ Car series en het Indy Racing League kampioenschap. Het werd in 1992 opgericht door Bobby Rahal en Carl Hogan nadat ze het Patrick Racing team overnamen. Het team had de naam Rahal-Hogan Racing. Datzelfde jaar werd het Truesports Racing team overgenomen, het team waar Rahal tussen 1982 en 1988 voor reed, in 1986 en 1987 het Champ Car kampioenschap mee won en in 1986 de Indianapolis 500. In 1996 verliet Hogan het team en werd de naam veranderd in Rahal Racing. Een jaar later werd talkshowpresentator David Letterman mede-eigenaar en in 2004 veranderde de naam in Rahal Letterman Racing. In 2010 voegde zakenman Mike Lanigan zich bij het team en werd de huidige naam aangenomen.

## Champ Car
In het eerste jaar dat het team deelnam aan de Champ Car series won eigenaar-coureur Bobby Rahal het kampioenschap. Hij bleef tot 1998 in het kampioenschap rijden maar won verder geen titels meer. Ook andere coureurs wonnen geen titel voor het team. De Zweed Kenny Bräck behaalde een goed resultaat in 2001, toen hij dat jaar vier races won, zes keer op de poleposition stond en uiteindelijk tweede werd in de eindstand van het kampioenschap na winnaar Gil de Ferran. Andere rijders die voor het team in het Champ Car kampioenschap aantraden zijn Mike Groff, Raul Boesel, Bryan Herta, Max Papis, Jimmy Vasser en Michel Jourdain Jr.
Kampioenschapstitels
- 1992  Bobby Rahal

## Indy Racing League
In 2003 werd de overstap naar het Indy Racing League kampioenschap gemaakt. Kenny Bräck werd twee op het Japanse Twin Ring Motegi en werd negende in de eindstand. In 2004 won Buddy Rice drie races en werd derde in de eindstand. In 2006 komt de Amerikaanse coureur Paul Dana om het leven toen hij reed voor het team. Danica Patrick werd negende in het kampioenschap dat jaar. In 2008 won Ryan Hunter-Reay de tot nog toe laatste race voor het team op het circuit van Watkins Glen. In 2009 kwam het team niet aan de start van het kampioenschap wegens gebrek aan sponsoren. Het team neemt momenteel deel aan de American Le Mans Series.

## Indianapolis 500

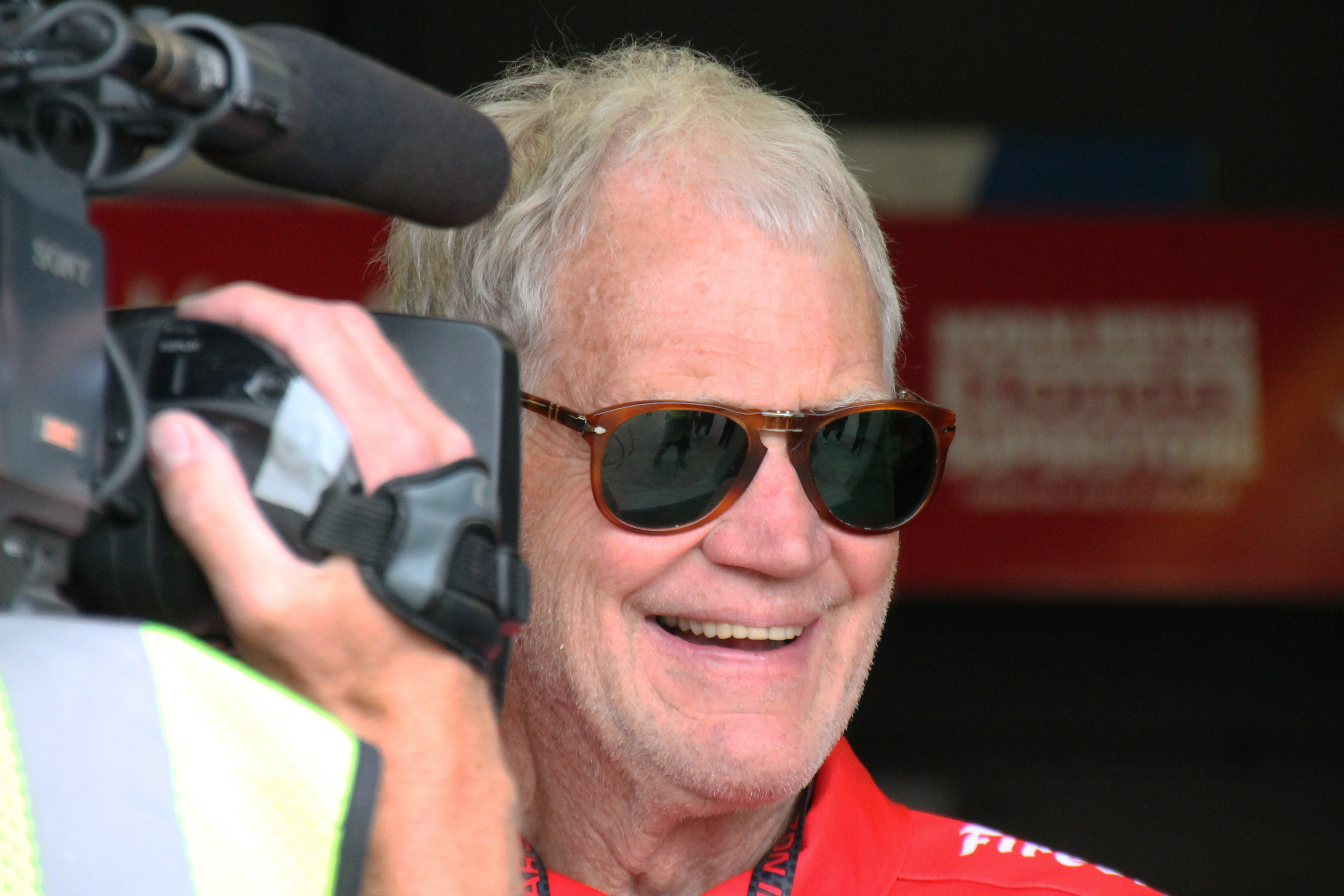
David Letterman (2015)

Het team won één keer de race op Indianapolis toen Buddy Rice de race won in 2004. Rahal won de race in 1986 voor Truesports, maar nooit voor zijn eigen team. Hij stond in 1994 en 1995 op het podium nadat hij twee jaar op rij derde werd. In 2005 werd Danica Patrick vierde in de race nadat ze als eerste vrouwelijke coureur ooit, aan de leiding had gereden tijdens een Indy 500. In 2011 reed Belgisch coureur Bertrand Baguette de Indy 500 voor het team. Hij kwalificeerde zich op de veertiende plaats op de startgrid en finishte na elf ronden aan de leiding van de race te hebben gereden op de zevende plaats.
Op 23 augustus 2020 won het team wederom de Indy 500 met Takuma Sato
Indy 500 winnaars
- 2004  Buddy Rice
- 2020  Takuma Sato